# Karel Hlaváček (poslanec)
Karel Hlaváček (26. dubna 1906 – ???) byl český a československý politik Československé sociální demokracie a poválečný poslanec Prozatímního Národního shromáždění.

## Biografie
V letech 1945–1946 byl poslancem Prozatímního Národního shromáždění za ČSSD. Poslancem byl do parlamentních voleb v roce 1946.